# Canal Gastineau

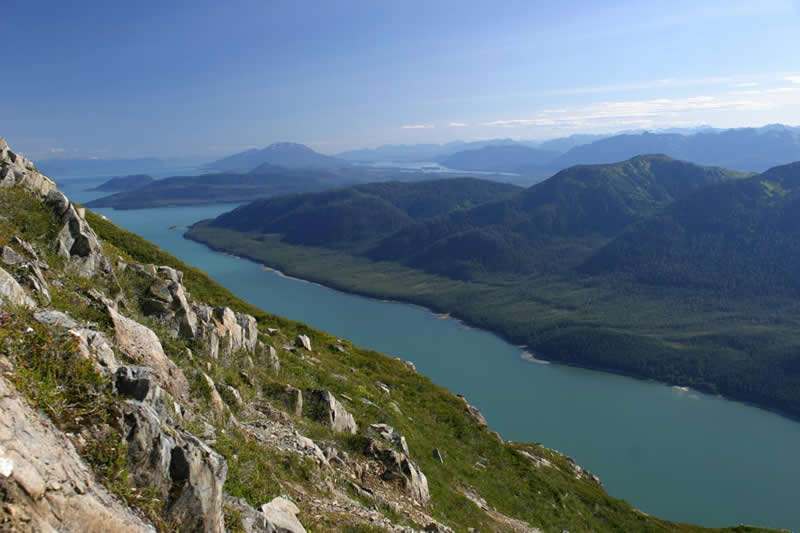
Canal Gastineau en Juneau, Alaska.

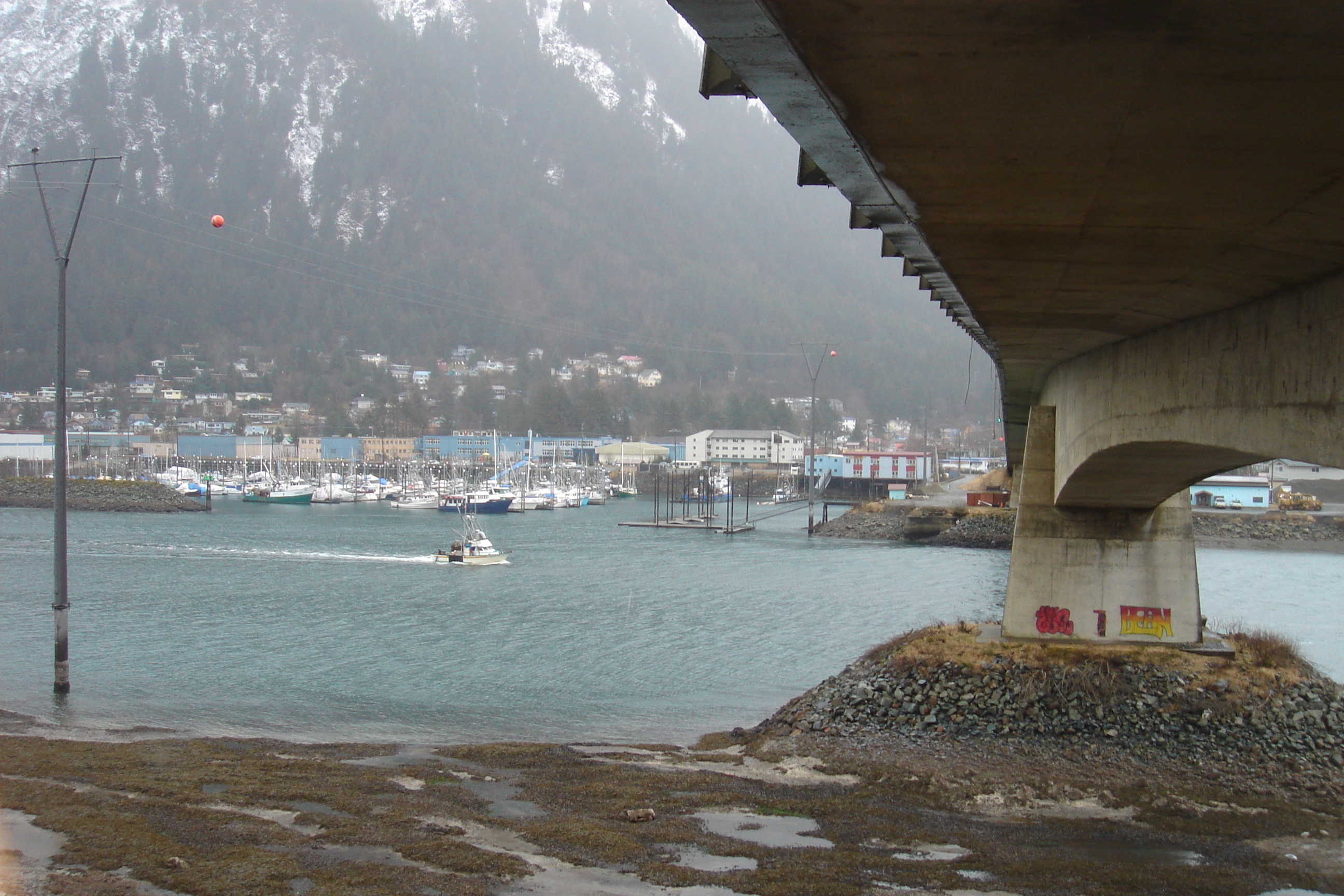
Un barco pequeño navega en dirección sur por el canal Gastineau, y se prepara para navegar por debajo del puente Douglas en febrero de 2011.

El canal Gastineau es un canal entre el continente en Alaska y la isla Douglas en el archipiélago Alexander en el sureste de Alaska. El canal separa a Juneau en el continente de Douglas (actualmente parte de Juneau), en la isla Douglas. El primer europeo en avistar el canal fue Joseph Whidbey a comienzos de agosto de 1794, primero desde el sur y posteriormente desde el oeste. Es probable que su nombre haga honor a John Gastineau, un ingeniero civil y agrimensor inglés.

## Características
El canal es navegable por barcos grandes, solo desde el sureste, hasta el puente Douglas, aproximadamente 17 km. Entre el puente y el aeropuerto internacional Juneau, unos 13 km, es solo navegable por barcos pequeños y únicamente con la marea alta.
Poco a poco el canal se está tornando menos navegable a causa de la escasa profundidad. Las dos causas principales de ello son:
1. Ajuste isostático a causa del retiro de las capas de hielo de los glaciares
2. Sedimentación y relleno del canal Gastineau por sedimentos de limo producidos por el glaciar Mendenhall y el río Mendenhall.

Si las tendencias actuales continúan, el canal Gastineau eventualmente dejara de ser navegable y eventualmente podría llegar a secarse.
En el ajuste isostático, la litosfera terrestre (corteza) se eleva lentamente a causa de fuerzas de flotación, al ser retiradas grandes masas de la superficie. Este proceso es de evolución lenta. La velocidad de ajuste isostático en el sureste de Alaska varia entre 0.25 a 4 cm anuales dependiendo de la historia glaciar de la zona. La velocidad de ajuste isostático en la zona de Juneau es de 0.7 a 1.3 cm /año.